# Nicholas Civella
Nicholas „Nick“ Civella alias Giuseppe Nicoli Civella (* 19. März 1912 Kansas City, Missouri; † 12. März 1983 ebenda) war ein italo-amerikanischer Mobster der Cosa Nostra und Oberhaupt der „Kansas-City-Familie“, die auch als Civella-Familie bezeichnet wird.
Er war eine der treibenden Kräfte bei der Unterwanderung der Gewerkschaft der Transportarbeiter Teamsters und der Anzapfung des Central States Pension Fund (CSPF) zur Finanzierung des Erwerbs von Casinos in Las Vegas.

## Leben

### Frühe Jahre
Civella wurde als Giuseppe Nicoli Civella in eine Immigrantenfamilie in Kansas City geboren und war der jüngere Bruder von Carl „Cork“ Civella. Für Nick Civella begann diese als Teenager im von Italienern geprägten Nordosten der Stadt, dem „Little Italy“ von Kansas City. Bereits 1922 im Alter von zehn Jahren bekam er seinen ersten Arrest, weil er der Schule ferngeblieben war. Bis zum Alter von 20 Jahren sollten noch zahlreiche wegen Autodiebstahl, illegalem Glücksspiel, Raub etc. folgen. 1932 wurde er wegen Alkoholschmuggels, in Amerika war Ende 1919 die Alkoholprohibition eingeführt worden, für zwei Monate inhaftiert. 1934 heiratete er seine Frau Katherine (1911–1992); beide hatten keine Kinder, weshalb sie sich intensiv um ihre Nichten und Neffen kümmerten.
Während der 1940er Jahre arbeitete er in seinem Bezirk der Demokratischen Partei für Charles Binaggio, Kansas City hatte die beste und am längsten funktionierende (korrupte) Wahlmaschine der Tammany Hall. Nach dem Zweiten Weltkrieg wurde Civella Bodyguard und Fahrer von Anthony Gizzo, der zu diesem Zeitpunkt der „Enforcer“ (am: Durchsetzer) für Binaggios Glücksspieloperationen war.

### Aufstieg
Im April 1950 war Binaggio, zusammen mit seinem Leibwächter Charles „Mad Dog“” Gargotta, ermordet worden. Als Urheber gilt Anthony Gizzo, der aber bereits nach drei Jahren als Boss ausschied, da er am 1. April 1953 einem Herzanfall erlag. Es entstand zunächst ein Machtvakuum in Kansas City, aber in den 1950er Jahren begann Civella, die kriminellen Aktivitäten der Stadt zu dominieren, und wurde in den Kefauver-Hearings als kriminelles Subjekt namentlich genannt. Eigentlich standen die „Familien“ der großen Städte der USA immer unter Kontrolle der Fünf Familien von New York City oder des Chicago Outfit; Letzterem unterstand in gewisser Weise auch die „Kansas City-Familie“. Allerdings spielte die Persönlichkeit des jeweiligen Oberhauptes eine Rolle, wie stark diese Abhängigkeit in der Praxis ausfiel.
Civella jedenfalls war geladener Gast auf dem desaströsen Apalachin-Meeting vom 14. November 1957; allerdings gelang es ihm und Joseph Filardo, den Straßensperren zu entgehen, die Eisenbahn in Binghamton zu erreichen und unerkannt zu entkommen. Civella war eine der ersten Personen, die in das Black Book der „Nevada Gaming Commission“ eingetragen wurde, was es ihm unmöglich machte, Casinos insbesondere in Las Vegas, zu betreten.
1952 machte Civella die Bekanntschaft von Roy Lee Williams, als beide eine Versammlung der Demokraten in Kansas City beiwohnten, da beide Obmänner der Partei waren. Im gleichen Jahr hatte ein Treffen in Chicago zwischen den Teamsters und der La Cosa Nostra stattgefunden, auf dem die Zusammenarbeit zwischen beiden Gruppen besprochen worden war. Die Anweisungen seitens Jimmy Hoffa, dem Präsidenten der Teamsters, an Roy Williams waren eindeutig: „Do what Nick (Civella) wants“ : „Mach' (alles) was Nick (Civella) (von dir) will“.
Williams agierte im Sinne von Jimmy Hoffa und arbeitete mit Nick Civella zusammen, welcher zu dieser Zeit noch zur unteren Hierarchie der „Familie“ in Kansas City gehörte, aber ab 1953 als Boss der dortigen „Familie“ gesehen werden kann. Als Williams 1956 vor dem FBI aussagen sollte – er hatte gerade eine teure Krankenversicherung für seine Mitglieder im „Local 41“ abgelehnt – gaben ihm zwei von Civellas Leuten zu verstehen, dieses Versicherungspaket doch lieber anzunehmen, da sonst seine Frau, seine Kinder und dann er selbst umgebracht werden würden. Als Williams und Hayes, Präsident des „Local 41“, deshalb bei Jimmy Hoffa vorsprachen, gab dieser die Anweisung die Sache im Sinne Civellas zu regeln und zu vertuschen. Damit wurde Williams zu einer Schlüsselfigur bei der Unterwanderung der Teamsters durch die La Cosa Nostra. Williams wurde sogar ein enger Freund von Civella und stand praktisch unter dessen Kontrolle. Floyd Hayes, der einen Deal mit der Justiz einging, wurde 1964 umgebracht und Williams prompt dessen Nachfolger als Präsident im „Local 41“ der Teamsters.
1959 musste Civella des Öfteren vor Gericht erscheinen, insbesondere zwei Anklagen wegen Steuerhinterziehung schienen seitens der Justiz erfolgversprechend. Allerdings wurde die Anklage in einem Verfahren fallen gelassen und bei dem anderen wurde er zu 150 US-Dollar Bußgeld verurteilt. Er begann, enge Kontakte zu anderen „Familien“ der La Cosa Nostra in St. Louis, Denver, Milwaukee und Kalifornien zu knüpfen.

### Las Vegas
Nachdem Williams 1962 von Jimmy Hoffa als Verwalter und Treuhänder des neu gegründeten Central States Pension Fund eingesetzt worden war, stand dieser für Civella und andere Mobster weit offen.
So kaufte z. B. Allen Glick 1974 für 63 Millionen US-Dollar aus Gewerkschaftsmitteln zwei Kasinos. Der Kontakt wurde dabei über offizielle Kanäle der Teamsters zu Frank Balistrieri geleitet, dem Boss von Milwaukee, der dann Nick Civella kontaktierte, der Fondsverwalter Roy Williams dann praktisch nur noch unterschreiben lassen musste. Insbesondere gilt diese Form der Finanzierung für die Kasinos Aladdin, Circus Circus, The Sands, Dunes und Tropicana.
Glick stellte z. B. offiziell zwei Söhne von Balistrieri ein, die mit 100.000 US-Dollar entlohnt wurden und die Option erhielten, sich an den Kasinos zu beteiligen. Als Manager wurde Frank Rosenthal eingestellt. Williams erhielt über Civella 1.500 US-Dollar pro Monat und stieg die Karriereleiter bei den Teamsters weiter empor, wurde dabei aber weiter von Civella kontrolliert. Zu diesem Zweck wurde Sam Ancona als Aufpasser und Kontaktmann in der Verwaltung der Teamsters installiert.
1977 wurde Civella wegen seiner Verwicklung in illegale Glücksspielaktivitäten zu seiner ersten Gefängnisstrafe verurteilt. Durch die Ermordung von Floyd Hayes, dem Vorgänger von Williams als Präsident im „Local 41“, im Jahr 1964 waren er und Williams für das FBI mehr als interessant geworden und nun gab es den Nachweis, dass Civella Verstöße gegen Bestimmungen zur Regelung des Glücksspiels begangen hatte.
1978 war Civella vorzeitig freigelassen worden und eine Reihe von Morden führten zu der Einführung elektronischer Überwachungen der Justiz, um der Mob-Aktivitäten doch noch Herr zu werden. In diesem Zusammenhang gelang es z. B., Gespräche zwischen Nick und seinem Bruder Carl Civilla aufzuzeichnen, die deren Unterstützung von Roy Williams als Nachfolger von Frank Fitzsimmons als Präsident der Teamsters beinhalteten. War Frank Fitzsimmons, der Nachfolger von Hoffa, noch von Hoffa selbst bestimmt worden, hatte bereits mit diesem die La Cosa Nostra freie Hand bei den Teamsters. Die drei nachfolgenden Präsidenten, Roy Williams, Jackie Presser und William J. McCarthy waren alle von den Mobstern eingesetzt worden.
Im Jahr 1978 wurde eine Wanze in der Pizzeria „Villa Capri Pizzeria“ in Kansas City angebracht, um Informationen über einen Mord aus dem Jahr 1973 zu bekommen. Das Geschäft fungierte als Treffpunkt von Nick Civella und seinem Underboss Carl DeLuna. Aber anstatt Informationen über den Mord zu bekommen, hörten die lokalen FBI-Agenten, wie Civella, DeLuna und andere hochrangige Mitglieder der Familien der La Cosa Nostra darüber diskutierten, welches Kasino als Nächstes gekauft werden sollte, oder was mit Allen Glick geschehen sollte.
Dieses Beweismaterial wurde an die zuständigen Agenten in Las Vegas übersandt. Als am 14. Februar 1979 ein illegaler Geldkurier aus Las Vegas am Flughafen von Kansas City, also auf dem Gebiet von Nick Civella, mit zwei 40.000 US-Dollar Paketen gefasst wurde, begann eine Reihe erfolgreicher Hausdurchsuchungen. Insbesondere im Haus von DeLuna wurde belastendes Material gefunden. Er war auch in Cosa Nostra Kreisen dafür bekannt, akribisch Buch zu führen. Die FBI-Beamten fanden Angaben über Casinoübernahmen, Kredite, die von der Teamster-Gewerkschaft vergeben wurde, genaue Zahlen, die das „Skimming“ bewiesen, und sogar Namen der Leute, die abgezweigtes Geld erhalten hatten, inklusive Joseph Aiuppa.
Damit war der Komplex aus Las Vegas, Mafia-Kasinos und Teamsters-Pensionsfonds aufgeflogen. Fitzsimmons zog sich 1981 zurück und Roy Williams, einer der Treuhänder des missbrauchten Central States Pension Fund, wurde sein Nachfolger. Civellas Aufpasser Sam Ancona soll danach Williams wie ein Schatten gefolgt sein.

### Das Ende
Civella war bisher von größeren Verurteilungen verschont geblieben. 1966 musste er in Clay County (Missouri) vor Gericht erscheinen. 1977 wurde er wegen seiner Verwicklung in illegalem Glücksspiel und am 18. Juli 1980 wegen Bestechung verurteilt. Er hatte im November 1978 einen Gefängnisangestellten dazu bringen wollen, seinen Neffen Anthony „Tony Ripe“ Civella nach Fort Worth, einer Haftanstalt mit geringeren Sicherheitsauflagen für die Insassen zu verlegen.
Civella wurde zu vier Jahren Haft verurteilt; seine Anträge auf Entlassung auf Bewährung wurden aufgrund seiner umfangreichen Akte beim FBI immer abgelehnt und er wurde im Bundesgefängnis Leavenworth inhaftiert. Erhielt Civella Besuch oder nahm sein Recht auf ein Telefongespräch in Anspruch, wurde er vom FBI abgehört. Weiterhin versuchte Civella seine Haftentlassung zu erreichen. Freunde und Verwandte reichten eine Petition mit über 800 Unterschriften ein, indem sie auf Civellas schlechten Gesundheitszustand hinwiesen. Die Petition wurde 1982 niedergeschlagen.
Nicholas Civella wurde 1983 wegen Lungenkrebses in der Federal Medical Facility von Springfield behandelt und starb kurz nach in Kansas City. Sein Nachfolger als Oberhaupt der „Familie“ in Kansas City wurde sein älterer Bruder Carl „Cork“ Civella.
Durch seinen Tod blieben ihm weitere und längere Verurteilungen erspart. 1986 wurden seine kriminellen Partner Joseph Aiuppa, Jackie Cerone, Joseph Lombardo, Angelo LaPietra, Milton J. Rockman und Carl DeLuna wegen der finanziellen Abschöpfung in Höhe von zwei Mio. US-Dollar von Kasinos in Las Vegas verurteilt.